# Menhir de Leitrim Beg
Le menhir de Leitrim Beg est un mégalithe situé sur le territoire de la localité de Trafrask, dans le comté de Cork, en Irlande. 

## Situation
Le menhir se trouve dans la péninsule de Beara, dans la localité de Trafrask, à une vingtaine de kilomètres à l'est de Castletownbere.

## Description
La pierre, de forme rectangulaire, mesure 2,60 m de hauteur pour 1,05 m de largeur.